# Кокарна
Кока́рна (каз. Көкарна) — село у складі Курмангазинського району Атирауської області Казахстану. Входить до складу Макаського сільського округу.
У радянські часи село називалось Шалбар.
Населення — 59 осіб (2021; 100 у 2009, 175 у 1999, 175 у 1989).